# ماکس فون سیدو
ماکس فون سیدو (به سوئدی: Max von Sydow) با نام اصلی کارل آدولف فون سیدو (به سوئدی: Carl Adolf von Sydow) (زاده ۱۰ آوریل ۱۹۲۹ – درگذشته ۸ مارس ۲۰۲۰) هنرپیشه سوئدی بود که از سال ۲۰۰۲ به تابعیت فرانسه درآمد. او نقش اول بسیاری از فیلم‌ها بود و در فیلم‌های بیشتری در نقش دوم با زبان‌های سوئدی، نروژی، انگلیسی، ایتالیایی، آلمانی، دانمارکی، فرانسوی، و اسپانیایی هنرنمایی کرد. فون سیدو جایزه فرهنگی بنیاد پادشاهی سوئد را در سال ۱۹۵۴، و کاماندر دِزآر اِ دِلِتر (به سوئدی: Commandeur des Arts et des Lettres) را در سال ۲۰۰۵، و لژیون دونور را در سال ۲۰۱۰ دریافت کرد. او در طول دوران بازیگری اش در نقش های متنوعی ظاهر شده و دو مرتبه نامزد جایزه اسکار شده بود.

## دوران جوانی
ماکس فون سیدو با نام کارل آدولف فون سیدو، در یک خانواده ثروتمند، در لوند، اسکونه زاده شد. پدر او، کارل ویلهلم فون سیدو، مردم‌شناس و استاد دانشگاه لوند بود و ایرلندی، اسکاندیناوی، و فولکلور تطبیقی تدریس می‌کرد. مادر او، بارونس پیشین، ماریا مارگارتا «گرتا» راپ، یک آموزگار مدرسه بود. فون سیدو در خانواده‌ای لوترین پرورش یافت ولی بعد ندانم‌گرا شد.
ماکس فون سیدو در سن نه سالگی به مدرسه کلیسای جامع لوند رفت و همزمان آموختن زبان آلمانی و زبان انگلیسی را آغاز کرد. در مدرسه با برخی از دوستانش یک گروه تئاتر آماتور تأسیس کردند. پس از خدمت سربازی به تحصیل در تئاتر پادشاهی ("Dramaten") در استکهلم پرداخت. در استکهلم، بین سال‌های ۱۹۴۸ و ۱۹۵۱ با لارس اکبورگ، مارگارتا کروک، و اینگرید تولین آشنا شد. در مدت کار در دراماتن برای نخستین‌بار در فیلم تنها یک مادر (۱۹۴۹) و خانم جولی (۱۹۵۱) آشنا شد.

## زندگی هنری
در سال ۱۹۵۵ به شهر مالمو کوچ کرد و با اینگمار برگمان آشنا شد. نخستین همکاری او با برگمان در تئاتر شهر مالمو بود و بعدها با او در فیلم‌هایی مانند مهر هفتم (۱۹۵۷)، توت‌فرنگی‌های وحشی (۱۹۵۷) و چشمهٔ باکره (۱۹۶۰) کار کرد.
فون سیدو با گرفتن جایزه فرهنگ بنیاد پادشاهی در سال ۱۹۵۴ خود را به جهانیان شناساند. پس از بازی در فیلم‌های برندهٔ جایزهٔ اسکار دکتر نو و بزرگترین داستان عالم (۱۹۶۵) به ایالات متحده آمریکا رفت و با خانواده‌اش برای مدتی در لس آنجلس زندگی کرد. از سال ۱۹۶۵ در چندین فیلم آمریکایی بازی کرد و همزمان، حضور خود در سوئد را هم حفظ کرد. در ایالات متحده با دو نامزدی گلدن گلوب برای هاوایی در سال ۱۹۶۶ و جن‌گیر در سال ۱۹۷۳ از او قدردانی شد.
در سال ۱۹۷۱ در کنار لیو اولمان اجرایی خوب در مهاجران ساختهٔ یان تروئل به نمایش گذاشت.

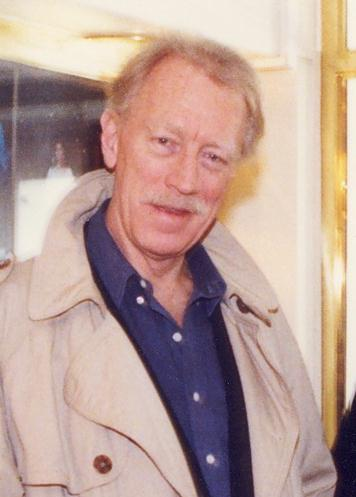
بیست سال پس از کشته شدن گوستاو سوم بنیانگذار دراماتن، (۱۶ مارس ۱۹۷۲) ماکس فون سیدو در همایشی یه یاد این روز (۱۶ مارس ۱۹۹۲) شرکت کرد.

در میانه دهه ۱۹۷۰ (میلادی) فون سیدو به رم کوج کرد و در شماری از فیلم‌های ایتالیایی ظاهر شد. از جمله فیلم صحرای تاتارها (۱۹۷۶) که در ارگ بم ایران فیلمبرداری شد. در هنگام زندگی در رم با مارچلو ماسترویانی دوست شد. در ایالات متحده، او نقش فراموش نشدنی آدمکش حرفه‌ای اهل آلزاس را در سه روز کرکس (۱۹۷۵) را بازی کرد که جایزه KCFCC برای بهترین بازیگر نقش دوم مرد برایش به ارمغان آورد.
در اواخر دههٔ ۱۹۷۰ و اوایل دههٔ ۱۹۸۰، او در فلش گوردون (۱۹۸۰)، دم‌کرده عجیب (۱۹۸۳)، تل‌ماسه ساخته دیوید لینچ (۱۹۸۴)، و هانا و خواهرانش (۱۹۸۶) ساختهٔ وودی آلن ظاهر شد. در سال ۱۹۸۵ او عضو هیئت داوران در سی‌وپنجمین جشنواره بین‌المللی فیلم برلین بود. او نامزد دریافت جایزه اسکاربرای بهترین بازیگر نقش اول مرد در فیلم دانمارکی و پل فاتح (۱۹۸۷) شد.
پس از آن، فون سیدو جایزه بازیگر نقش اول مرد مؤسسه فیلم استرالیا برای نقش خود درفیلم پدر (۱۹۸۹)، جایزهٔ بهترین کارگردانی گلدباگن برای تنها کار او به عنوان کارگردان، کاتینکا (۱۹۸۸) (بر پایه رمان هرمان بنگ)، و جایزه بهترین بازیگر نقش اول مرد جشنواره بین‌المللی فیلم توکیو برای تماس خاموش (۱۹۹۳) را از ان خود کرد. او تحسین بین‌المللی را برای کار خود در نقش برنده جایزه نوبل کنوت هامسون، در فیلم داستانی هامسون ساختهٔ یان تروئل برانگیخت. او سومین جایزهٔ گلدباگن سوئدی و دومین جایزه بودیل خود را برای بازی در نقش شاه لیر دریافت کرد. در سال ۱۹۹۶ در فیلم اعترافات خصوصی ساختهٔ لیو اولمان درخشید. در بازگشت به هالیوود در فیلم چه رؤیاهایی که می‌آیند بازی کرد. او همچنین در فیلم به پیش یا بمیر و مجموعه تودورها بازی کرد.
فون سیدو برای ایفای نقش به عنوان یک وکیل سالمند در فیلم برف بر روی سروها می‌ریزند ساختهٔ اسکات هیکس تحسین شد. سال ۲۰۰۲ یکی از بزرگترین موفقیت‌های تجاری فون سیدو در همکاری با تام کروز برای بازی در فیلم گزارش اقلیت استیون اسپیلبرگ بود. در سال ۲۰۰۳ او شخصیت مربی ایویند در سریال اروپایی «حماسه حلقه نیبلونگ» را بازی کرد. این سریال در رتبه‌بندی رکوردار شد و در ایالات متحده آمریکا به عنوان پادشاهی تاریک: پادشاه اژدها نمایش داده شد. وی در سریال بازی تاج و تخت که از شبکه اچ بی او پخش شد در نقش «کلاغ سه چشم» حضور داشت. سال ۲۰۰۷ فون سیدو در فیلم پرفروش ساعت شلوغی ۳ بازی کرد. او کار خود را با ایفای نقش در فیلم لباس غواصی و پروانه ساختهٔ جولیان اشنابل بر پایه خاطرات ژان دومینیک دنبال کرد. این فیلم، برنده جایزه بهترین فیلم خارجی شد.
در سال ۲۰۱۰ فون سیدو در فیلم جزیره شاتر ساخته مارتین اسکورسیزی و رابین هود ساخته ریدلی اسکات، در نقش ناپدری کور رابین، سر والتر لاکسلی ظاهر شد.
فون سیدو صدای شخصیت اسبرن در کتیبه‌های کهن ۵: اسکایریم را داشت که در ۱۱ نوامبر ۲۰۱۱ منتشر شد. او روایتگر تبلیغ آغازین بازی است.
در آوریل ۲۰۱۳ برای بزرگداشت فون سیدو در جشنواره فیلم کلاسیک ترنر (تی‌سی‌ام) دو فیلم کلاسیک او، سه روز از کندور و مهر هفتم نمایش داده شدند.

## زندگی شخصی

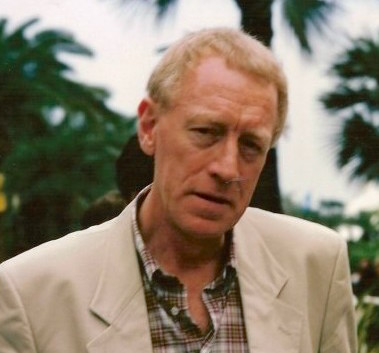
مکس فون سیدو در جشنواره فیلم کن.

در ۱ اوت ۱۹۵۱ فون سیدو با کریستین اینگا بریتا الین (زاده ۱۹۲۶ - درگذشت ۲۰۲۰) ازدواج کرد و در ۱۹۷۹ از او طلاق گرفت. آنها دو پسر با نام‌های کلاس و هنریک داشتند.
فون سیدو در تاریخ ۳۰ آوریل سال ۱۹۹۷ با فیلمساز فرانسوی کاترین برلت، در پروانس ازدواج کرد. او تابعیت فرانسوی را در سال ۲۰۰۲ دریافت کرد و از تابعیت سوئدی خود دست کشید.
فون سیدو در ۸ مارس ۲۰۲۰ در ۹۰ سالگی درگذشت.

## فیلم‌شناسی
- شوالیه آنتونیوس بلوک در مهر هفتم (۱۹۵۷)[۱۳]
- توت‌فرنگی‌های وحشی (۱۹۵۷)
- چشمهٔ باکره (۱۹۶۰)
- مارتین در همچون در یک آینه (۱۹۶۱)
- عیسی در بزرگترین داستان عالم (۱۹۶۵)
- اکتبر در خاطرات کوئیلر (۱۹۶۶)
- شرم (۱۹۶۸)
- کارل اسکار نیلسون در مهاجران (۱۹۷۱)
- پدر لانکستر مرین در جن‌گیر (۱۹۷۳)
- ژوبرت آدمکش در سه روز کندور (۱۹۷۵)
- جسدهای سرشناس (۱۹۷۶)
- سفر نفرین‌شده (۱۹۷۶)
- روزنگار سیاه (۱۹۷۷)
- مینگ بی‌رحم در فلش گوردون (۱۹۸۰)
- فلش گوردون (۱۹۸۰)
- سرهنگ کارل فون اشتاینر در فرار بسوی پیروزی (۱۹۸۱)
- ارنست استراوبلوفلد در دیگر هرگز نگو هرگز (۱۹۸۳)
- کینز لیت در تل ماسه (۱۹۸۴)
- هانا و خواهرانش (۱۹۸۶)
- فردریک در هانا و خواهرانش (۱۹۸۶)
- لاسفاردر پله فاتح (۱۹۸۷) (نقشی که نخستین نامزدی جایزه اسکار را برایش به ارمغان آورد)
- پدر (۱۹۹۰)
- بیداری (۱۹۹۰)
- یک زندگی خشن (۱۹۹۰)
- بوسه پیش از مرگ (۱۹۹۱)
- اروپا (۱۹۹۱)
- گاو نر (۱۹۹۱)
- بهترین نیات (۱۹۹۲)
- قاضی درد (۱۹۹۵)
- هامسون (۱۹۹۶)
- هرکول (۱۹۹۷)
- چه رؤیاهایی که می‌آیند (۱۹۹۸)
- بارش برف روی سروها (۱۹۹۹)
- لامار برگس در گزارش اقلیت (۲۰۰۲)
- پرس و جو (۲۰۰۶)
- ساعت شلوغی ۳ (۲۰۰۷)
- حساب هیجانی (۲۰۰۷)
- لباس غواصی و پروانه (۲۰۰۷)
- سولومون کین (۲۰۰۹)
- مرد و سگش (۲۰۰۹)
- مومین‌ها و تعقیب ستاره دنباله‌دار (۲۰۱۰)
- جزیره شاتر (۲۰۱۰)
- رابین هود (۲۰۱۰)
- فوق‌العاده بلند و بیش از حد نزدیک (۲۰۱۱)
- مستأجر در فیلم فوق‌العاده بلند و بیش از حد نزدیک (۲۰۱۲) (که برای دومین بار او را نامزد جایزه اسکار نمود)
- جنگ ستارگان: نیرو برمی‌خیزد (۲۰۱۵)
- کورسک (۲۰۱۸)
- کلاغ سه چشم در سریال بازی تاج‌وتخت[۱۲]